# Andréas Rosenberg
Pour les articles homonymes, voir Rosenberg.
Andréas Rosenberg, né le 21 avril 1906 à Czernowitz, dans l'Empire austro-hongrois, et décédé le 14 juin 2002 à Paris 14e, est un peintre aquarelliste français d'origine austro-ukrainienne.

## Biographie
Ayant rapidement quitté sa ville natale, Andréas Rosenberg a étudié le droit civil et canonique à Vienne où il fréquente aussi l'Académie des beaux-arts. Contraint de fuir son pays à l'issue de l'Anschluss en raison de sa confession juive, il se réfugie à Paris où il travaille comme modiste.
Lors de la déclaration de guerre, il est, comme de nombreux Autrichiens et Allemands résidant en France, arrêté et interné. Le choix lui est alors donné de retourner dans son pays ou de s'engager à la Légion étrangère. Affecté à Sidi Bel Abbès au sein de l'unité de pionniers, il est employé à des tâches d'imprimerie au sein de la presse régimentaire. C'est à cette occasion qu'il fait la rencontre d'Hans Hartung, peintre allemand engagé dans les mêmes circonstances que lui.
Lorsqu'il quitte le service actif, au bout de années de service, il est nommé Peintre aux armées. Il reprend son activité de modiste et devient aussi illustrateur de bandes-dessinées.
Dans France-Soir, il compose aussi les vignettes des bandes dessinées de Paul Gordeaux.